# ガーハダヴァーラ朝
ガーハダヴァーラ朝（ガーハダヴァーラちょう、英語：Gahadavala dynasty）とは、11世紀末から12世紀まで、北西インドを支配したヒンドゥー王朝（1090年 - 1193年）。ラージプートの王朝でもある。首都はカナウジ。

## 歴史
1018年、北西インドを支配したプラティーハーラ朝は、ガズナ朝のマフムードによって大打撃をうけ、1036年に滅亡したのちに分裂した。その後、ヴァーラーナシーからドアーブ地方（ガンジス・ジャムナー川間の地域）はガズナ朝やマールワーのパラマーラ朝の侵攻を受けることもあれば、カラチュリ朝に一部支配が置かれるなど混乱が続いた。
だが、1080年代前半にガーハダヴァーラ氏族のチャンドラデーヴァが北インドを確立した。彼は1090年に「マハーラージャーディラージャ」を名乗り、カナウジを都にガーハダヴァーラ朝を建国した。
次王ゴーヴィンダチャンドラはこの王朝の最も偉大な王であった。彼はカシュミール王国やグジャラートのチャウルキヤ朝、さらには南インドのチョーラ朝とも同盟し、北インド一帯に勢力を広げた。また、弱体化していたベンガルのパーラ朝に攻撃をかけ、マガダ地方の一部を奪取し、その支配は東インドにまで広がった。
1155年、ゴーヴィンダチャンドラの息子ヴィジャヤチャンドラが後をついだが、彼の治世の末期より、アフガニスタンのゴール朝の勢力がカシュミール方面へと侵入していた。また、同世紀からラージャスターン地方で台頭してきたチャーハマーナ朝とドアーブ地方の支配をめぐって争うようになってきた。
1170年、ヴィジャヤチャンドラの息子ジャヤチャンドラが後を継いだが、彼の治世はラージャスターン地方のチャーハマーナ朝との関係が悪化していた。関係悪化の原因の一つは、ジャヤチャンドラの娘サンヨーギターとチャーハマーナ朝のプリトヴィーラージャ3世の関係だった。
あるとき、ジャヤチャンドラは自分の娘の婿選びに、各地の諸王に手紙を出し、首都カナウジに来るように伝えたが、プリトヴィーラージャ3世は敵国の王だったため拒否された。だが、プリトヴィーラージャ3世は従者とこっそり都にやってきて、ジャヤチャンドラの娘と恋仲になり、勝手に連れ去ってしまった。
このフィクションであろう話は物語詩に歌われ、のちにチャンド・バルダーイーが、「プリトヴィーラージ・ラーソー」という文学作品を出しているが、ジャヤチャンドラはこれに激怒し、この一件は隣接する両国の関係を悪化させた。
そのため、11世紀末にゴール朝の勢力が侵略し、プリトヴィーラージャ3世がゴール朝の勢力と対決したとき、ジャヤチャンドラは援軍を出さず、1192年にプリトゥヴィーラージャ3世は敗北した（タラーインの戦い）。
しかし、ゴール朝の侵略の手はガーハダヴァーラ朝の領土にも伸びるようになると、ジャヤチャンドラは近隣諸国に援軍を求めた。こうして、1193年にムハンマド・ゴーリー率いるゴール朝の軍とジャヤチャンドラの軍がチャンダワール（フィールーザーバード）で対決するに至った（チャンダワルの戦い）。
ガーハダヴァーラ朝の軍は各地からの援軍で100万（これはおそらく誇張だが、それでも大軍だったことは事実である）にも膨れ上がっていた。しかし、ゴール朝の軍はこれをたやすく打ち破り、軍を率いていたジャヤチャンドラは戦死し、事実上この時点をもって王朝は滅亡した。
勝利したゴール朝の軍勢はガーハダヴァーラ朝の首都カナウジを略奪、アースニー城塞、ヴァーラーナシーへと進撃した。その後、この地域を拠点にゴール朝の武将ムハンマド・バフティヤール・ハルジーはビハールに侵入して莫大な富を得、ベンガルのセーナ朝をも攻撃した。
ジャヤチャンドラの死後、ガーハダヴァーラ朝はその息子ハリシュチャンドラによって継承され、カナウジを中心に命脈を保ち、奴隷王朝のシャムスッディーン・イルトゥトゥミシュに滅ぼされるまで存続した。また、一部はラージャスターン地方へと逃げ、のちにマールワール王国を建国した。

## 歴代君主
- チャンドラデーヴァ（在位：1090年 – 1114年）
- ゴーヴィンダチャンドラ（在位：1114年 - 1155年）
- ヴィジャヤチャンドラ（在位：1115年 - 1170年）
- ジャヤチャンドラ（在位：1170年 - 1193年）